# Conserve Italia
Conserve Italia è un consorzio cooperativo italiano che si occupa della conservazione e commercializzazione di frutta e vegetali, ed è uno dei maggiori gruppi conservieri in Europa. Il consorzio aderisce alla Confcooperative e ha sede a San Lazzaro di Savena ed è proprietaria dei marchi Valfrutta, Yoga, Derby Blue, Cirio, Juver, St Mamet e Jolly Colombani.

## Storia
Il consorzio nacque nel 1976 e raggruppa oltre 51 cooperative di primo grado, con circa 14.500 soci, e ha dodici impianti industriali in Italia e in Europa.
Il fatturato aggregato a livello di gruppo nel corso degli ultimi esercizi ha raggiunto 894 milioni di euro e il fatturato per la capogruppo Conserve Italia ammonta a 671 milioni di Euro.
Le vendite coi marchi dell'azienda (Valfrutta, Yoga, Derby Blue, Cirio, Juver, St Mamet, Jolly Colombani) coprono circa il 69% del fatturato, seguite dalle marche commerciali della grande distribuzione e dai prodotti destinati agli scambi industriali. Conserve Italia ha sviluppato rapporti consolidati con tutte le maggiori catene della grande distribuzione con le quali sviluppa circa il 65% del proprio giro d'affari. Altro canale tradizionalmente importante, in particolare per i succhi di frutta, è quello dell'Horeca, mentre è stata sviluppata la presenza nel settore del Foodservice e del Vending.
Le vendite di succhi e bevande a base frutta coprono il 40% del fatturato seguite dalle conserve di pomodoro col 26%, dalle conserve vegetali col 24% e dalla frutta allo sciroppo con il 5%. Conserve Italia trasforma ogni anno circa 600.000 tonnellate di materie prime, rappresentate da frutta e vegetali coltivati su 20.000 ettari di coltivazioni specializzate, che vengono trasformate in 11 stabilimenti, di cui 8 in Italia, 2 in Francia e uno in Spagna:
- Massa Lombarda (RA)
- Barbiano di Cotignola (RA)
- Codigoro (FE)
- Ravarino (MO)
- Alseno (PC)
- Albinia (GR)
- Mesagne (BR)
- Dodici Morelli (FE)
- Tarascon (Francia)
- Saint-Sylvestre-sur-Lot (Francia)
- Churra di Murcia (Spagna)

## I marchi
Il consorzio trasforma la frutta e gli ortaggi producendo succhi, confettura in scatola di frutta e vegetali, pelati, passata di pomodoro e sughi pronti. I suoi prodotti sono commercializzati principalmente tramite i marchi:
- Valfrutta
- Yoga
- Cirio
- Derby Blue
- Jolly Colombani
- Mon Jardin
- St Mamet
- Juver